# Réserve naturelle nationale des Nouragues
La réserve naturelle nationale des Nouragues (RNN128) est une réserve naturelle nationale située en Guyane. Classée en 1995, elle occupe une surface de 100 000 hectares et protège des territoires de forêt tropicale humide (primaire). Seconde réserve naturelle française par la taille après celle des Terres australes françaises, elle fait partie des six réserves naturelles nationales de Guyane.
Le nom Nourague vient du nom de l'ancien peuple amérindien Nourague ayant vécu dans cette région au XVIIIe siècle.

## Localisation

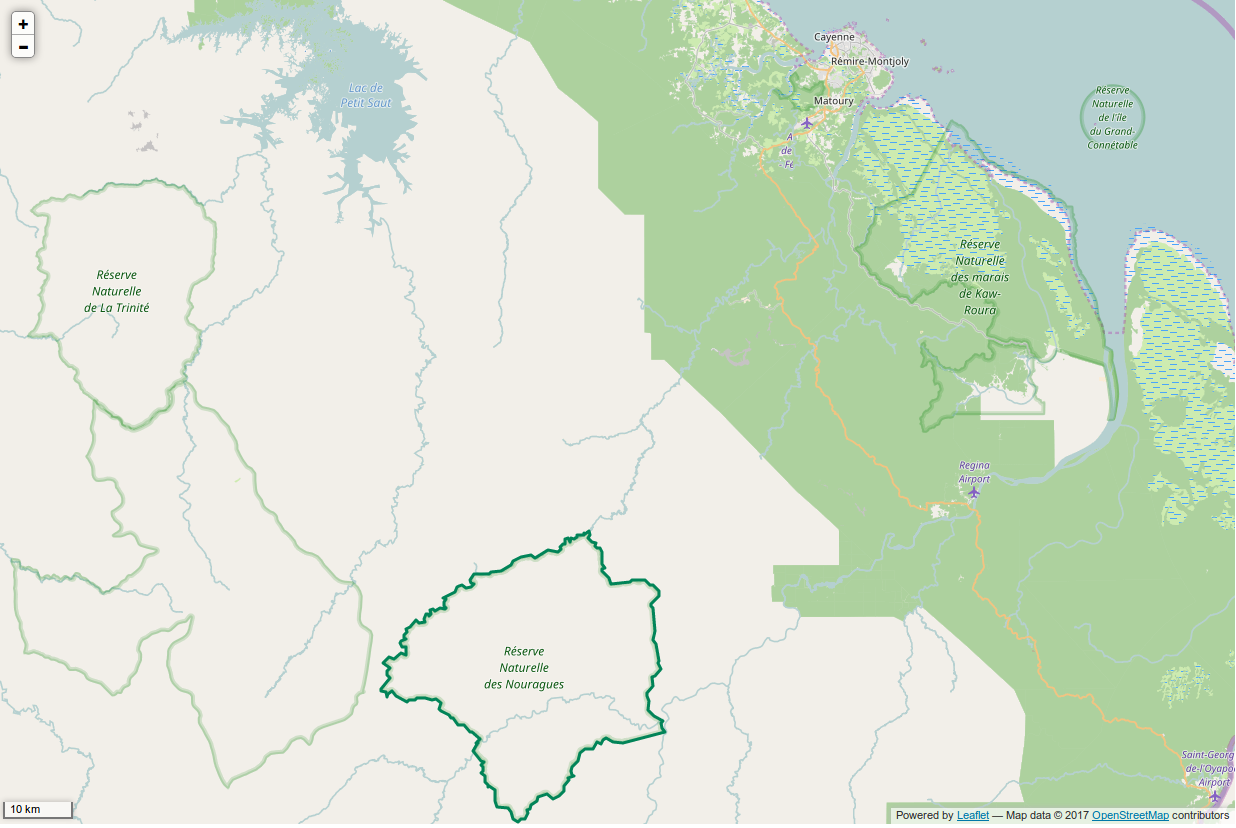
Périmètre de la réserve naturelle.

Le territoire de la réserve naturelle est dans le département de la Guyane, sur les communes de Régina et Roura.

## Histoire du site et de la réserve
Nourague est le nom d'un peuple disparu de cette région au XVIIIe siècle, les indiens Nouragues, dont les derniers membres seraient à cette époque partis vers la région de Camopi). Le CNRS, le Muséum national d'histoire naturelle de Paris et l’ORSTOM y ont, en 1986, installé un site provisoire dit « station des Nouragues », qui est finalement devenu permanent pour accueillir sur le terrain des chercheurs et thésards venant de métropole ou d'autres pays que la France, voire quelques amateurs de tourisme scientifique ou naturaliste. 
Lors de la création de la réserve, la région était totalement inhabitée et très préservée, bien qu'ayant pour partie été brièvement exploitée pour l’orpaillage, le bois de rose et le balata aux abords des zones navigables de la fin du XIXe aux années 1930-1940. Aujourd'hui l'empreinte humaine y est réduite, mais des chercheurs d'or clandestins et les chasseurs qui les nourrissent y posent maintenant de graves problèmes. 
La réserve naturelle a été créée en 1995.

## Écologie (biodiversité, intérêt écopaysager…)

Vue panoramique de la forêt primaire des Nouragues depuis l'Inselberg.

La réserve naturelle couvre 1 000 km2 de forêt tropicale humide primaire, jugée représentative de la zone est-amazonienne. Elle est traversée en son centre par une chaîne de monts (les montagnes Balanfois) culminant à 460 m. Le relief dit « en peau d'orange », typique de la région est formé de suites de milliers de collines en forme de mamelons réguliers ne dépassant pas 120 m de hauteur, drainées par un réseau complexes de petites rivières d'eaux claires se jetant dans la rivière Arataye.

### Climat
Le climat est qualifié de tropical humide
- Pluviométrie : 3 000 mm de précipitations annuelles, sur 280 jours,
- Période plus sèche de septembre à novembre (dite saison sèche),
- Période moins humide, plus courte et plus irrégulière, vers mars (« Petit été de mars »).
- Température : La moyenne mensuelle maximum est de 33,5 °C (32,1-35,6 °C) et la moyenne mensuelle minimum de 20,3 °C (19,7-21 °C).

### Flore
On y compte plus de 1200 espèces végétales dont environ 400 espèces d'arbres (contre une petite centaine d'espèces d'arbres dans toute l'Europe) : inga (pois sucré), arbre pourouma guianensis (bois canon), palmier Astrocaryum sciophilum etc.

### Faune
On y compte 435 espèces d'oiseaux (vautour pape, piauhau hurleur ou païpayo etc.), 112 espèces d'amphibiens et de reptiles et 120 espèces de mammifères (jaguars, singes atèle ou  tamarin ou hurleur, loutres géantes, tapirs, chauves-souris etc.)...

### Menaces
La réserve naturelle et la zone d'écotourisme sont menacées par l'orpaillage (pollution par le mercure, destruction des milieux, chasse anarchique organisée par les chercheurs d'or clandestins),.

## Intérêt touristique et pédagogique
Une zone est réservée à l'écotourisme à l'entrée de la réserve, avec une petite capacité d'hébergement, à proximité de l'embouchure de l'Arataye dans l'Approuague. Cette activité vise notamment à diffuser (à un public généralement naturaliste) les connaissances acquises dans la réserve.

## Administration, plan de gestion, règlement
La réserve naturelle est gérée par l'Office national des forêts (ONF) Guyane et le GEPOG.

### Station des Nouragues
L'actuelle station date de 1986 et fait suite à une installation temporaire du muséum national d'histoire naturelle de Paris (MNHN) au bord de l'Arataye des années 1978 à 1985, puis d'un projet de 2 ans (1986-1988) conduit par le CNRS, le MNHN et l’ORSTOM. 
En 1989, la station devient pérenne dans le cadre des activités de l’URA 1183 (MNHN/CNRS), soutenue par le Programme Environnement Vie et Sociétés du CNRS (ex PIREN) et du Département des Sciences de la Vie du CNRS.
Elle adhère au Groupement d'intérêt scientifique Silvolab (en invité depuis 1992, et comme membre actif depuis 1996).
Elle peut accueillir de 15 à 18 personnes (5 à 10 personnes en moyenne l'occupent).
En 1997, elle devient une Unité Propre de Service du CNRS (UPS 656).
Les terres étudiées par la station couvrent un périmètre de 8 km x 10 km situé au centre de la réserve. Ce périmètre était identifié au chapitre I, Art 1er du décret pour le déroulement des activités de recherche scientifique. Cette surface est cédée (cession à titre gratuit, pour 1 an avec tacite reconduction, jusqu’à renonciation de la part du CNRS) au CNRS par l'Office national des forêts.
Coordonnées géographiques : 4° 05′ N, 52° 41′ O 
La station est positionnée :
- à 7 km de l’Arataye, affluent de l’Approuague, entre le Sinnamary et l'Oyapock,
- à 100 km de Cayenne et à 40 km de Régina (commune la plus proche), au centre de la Réserve naturelle des Nouragues ,
- à proximité d'un Inselberg granitique qui culmine à 411 m.
- le long d'une petite faille géologique marquée par un cours d’eau séparant les Montagnes granitiques Balanfois d’une région de collines et plateaux (25 à 180 m) constitués de roches vertes (gneiss Caraïbes).

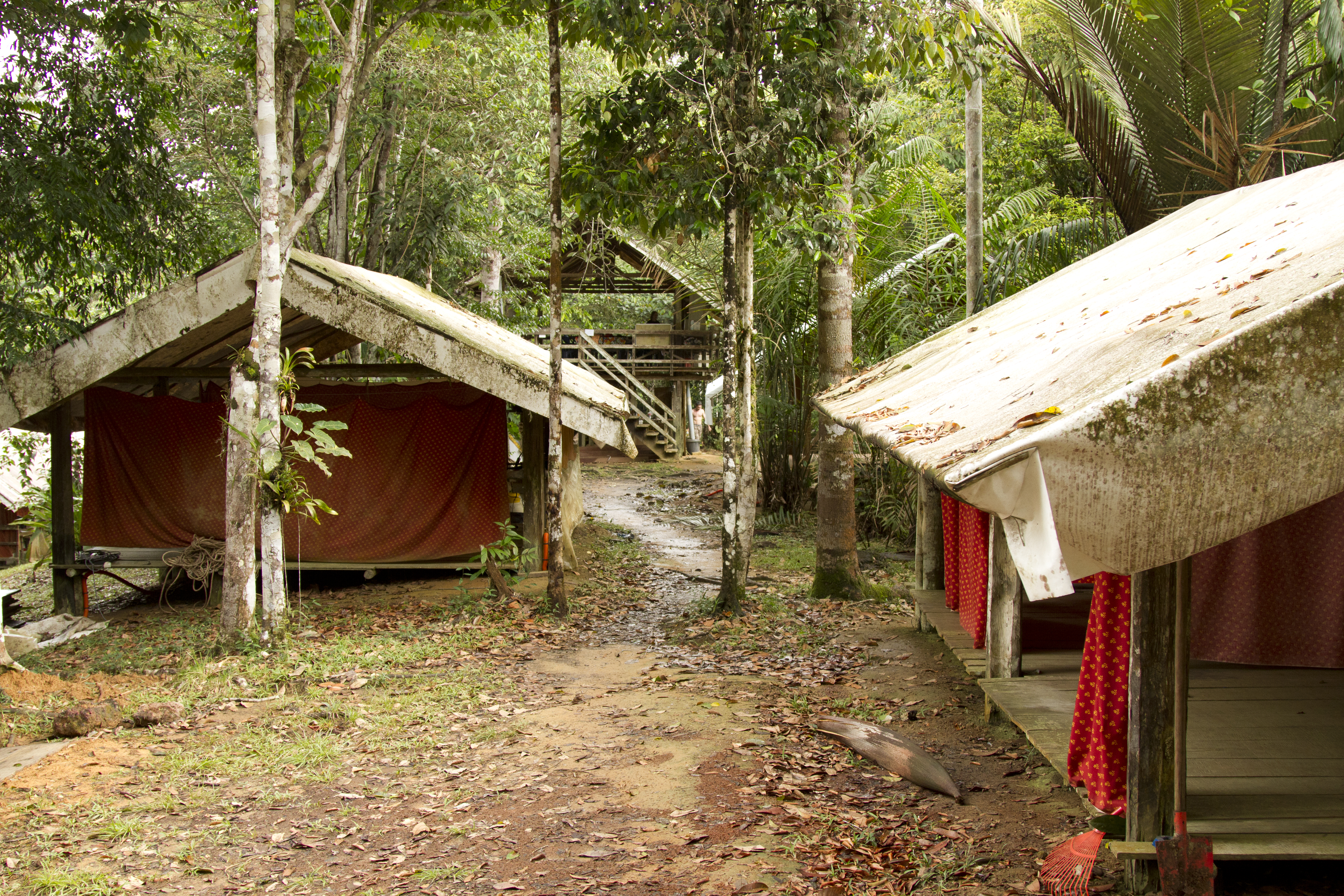
Carbets de la Station CNRS Inselberg.

La station a pour objet l'étude de la grande forêt primaire de basse altitude, des pinotières (marécages à palmier Euterpe), des forêts de lianes et des cambrouzes (formations à bambous lianescents), ainsi que de l’inselberg proche où des taches de savanes-roches côtoient des forêts basses à myrtacées. La partie centrale de la réserve est sur une zone rectangulaire carroyée de layons qui permettent une étude détaillée de la région. La station est ravitaillée par hélicoptère.
La recherche scientifique dans la station a fait l’objet d’un film, réalisé par Jean-François Ternay et Marcel Dalaise. Il est consultable en ligne.

### Outils et statut juridique
La réserve naturelle a été créée par un décret no 95-1299 du 18 décembre 1995. Celui-ci interdit la chasse, la pêche, l’exploitation des arbres et autres végétaux, l’exploitation minière, ainsi que le transit des personnes en dehors des zones autorisées, et sous contrôle du Conservateur.